# Lâche pas la patate
Lâche pas la patate est une chanson américaine de langue française écrite par Clifford Trahan en 1972 et interprétée par Jimmy C. Newman, tous les deux des Acadiens originaires  de la Louisiane.
La chanson a connu un important succès au Québec pendant les années 1970, elle a remporté le disque d'or après avoir vendu plus de 150 000 exemplaires. L'expression « lâche pas la patate » est passée dans le vocabulaire populaire québécois ; il s'agit d'une invitation à persévérer.
L'expression provient de la « danse de la patate », où les couples de danseurs devaient tenir une patate entre leurs fronts.
Le mot patate désigne la patate douce ou patate sucrée en Louisiane, alors qu'au Québec, il renvoie plutôt à la pomme de terre.
Le seul élément de controverse entourant la chanson est l'utilisation des mots « mon nèg' » (qui signifie « un homme, mon ami » dans le contexte) après « Lâche pas la patate ». En effet, bien que la chanson ne puisse pas raisonnablement être qualifiée de raciste en raison de la connotation positive du mot nèg', l'auteur de la chanson Clifford Trahan est connu pour avoir écrit plusieurs chansons racistes en anglais au profit de groupes de supremacistes blancs, à une époque où beaucoup de Louisianais résistaient à l'intégration des Noirs dans la communauté. Trahan soutenait qu'il n'était pas personnellement raciste mais qu'il avait écrit des chansons racistes uniquement afin de gagner de l'argent.